# Винчестер Беј (Орегон)
Винчестер Беј (енгл. Winchester Bay) насељено је место без административног статуса у америчкој савезној држави Орегон.

## Демографија
По попису из 2010. године број становника је 382, што је 106 (-21,7%) становника мање него 2000. године.
| Група             | 2000.       | 2010.       |
| Белци             | 463 (94,9%) | 344 (90,1%) |
| Афроамериканци    | 0 (0,0%)    | 0 (0,0%)    |
| Азијати           | 2 (0,4%)    | 2 (0,5%)    |
| Хиспаноамериканци | 7 (1,4%)    | 30 (7,9%)   |
| Укупно            | 488         | 382         |